# 2006年加拿大人口普查
 2006年加拿大人口普查是2006年对加拿大人口的详细普查。該次人口普查定於2006年5月16日。 該次之後的普查是2011年的加拿大人口普查 。根据2006年的人口普查，加拿大的总人口为3161萬2897人。 此数目低于2006年7月1日的官方人口估计数3262萬3490人。 